# FIFA-wereldelftal 2012
Het FIFA-wereldelftal 2012 is een selectie van 11 van de beste spelers van de wereld in 2012. Er waren 55 genomineerden, waaronder als enige Nederlander Robin van Persie (Manchester United FC) en de Belgen Vincent Kompany (Manchester City FC) en Eden Hazard (Chelsea FC). De selectie werd gemaakt door de 50.000 leden van de Fifpro. FC Barcelona en Real Madrid leverden allebei 5 spelers. De elfde speler is Radamel Falcao van Atlético Madrid.

## De selectie
De opstelling van de selectie is 4-3-3.
(nationaliteit, club)
Doelman:
- Iker Casillas (Spanje, Real Madrid)

Verdedigers:
- Daniel Alves (Brazilië, FC Barcelona)
- Marcelo (Brazilië, Real Madrid)
- Gerard Piqué (Spanje, FC Barcelona)
- Sergio Ramos (Spanje, Real Madrid)

Middenvelders:
- Xabi Alonso (Spanje, Real Madrid)
- Xavi (Spanje, FC Barcelona)
- Andrés Iniesta (Spanje, FC Barcelona)

Aanvallers:
- Radamel Falcao (Colombia, Atlético Madrid)
- Lionel Messi (Argentinië, FC Barcelona)
- Cristiano Ronaldo (Portugal, Real Madrid)